# Odontochelys

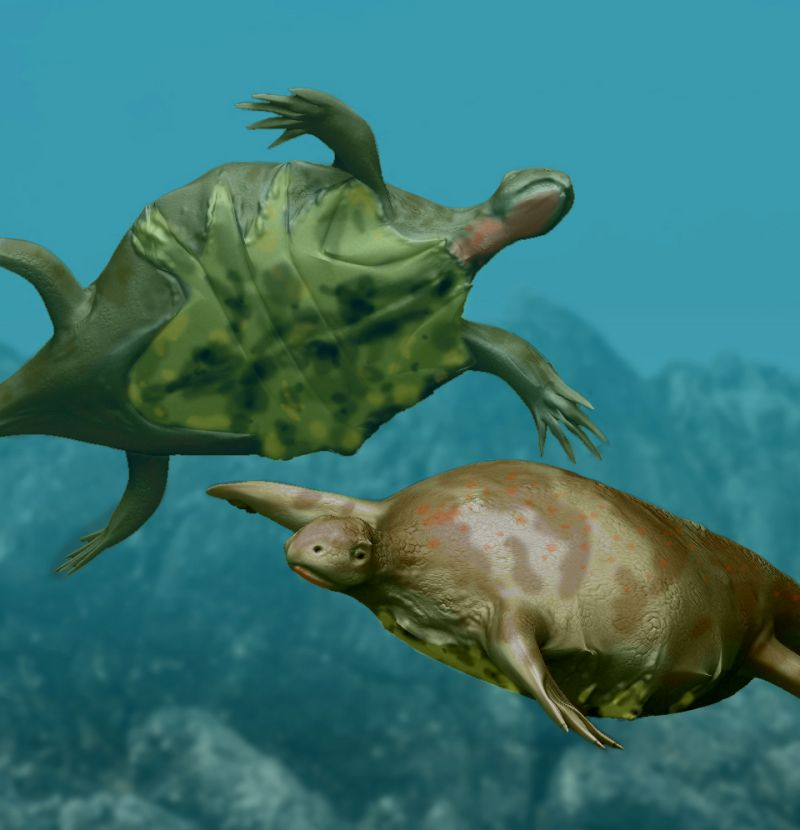
Odontochelys semitestacea, die älteste bekannte Schildkrötenart

 Odontochelys  ist eine ausgestorbene Gattung der Schildkröten (Testudinata) aus der Oberen Trias von China. Bisher ist lediglich die Typusart O. semitestacea in der einzigen Gattung des Taxons Odontochelyidae wissenschaftlich beschrieben worden. Bis zur Entdeckung von Pappochelys galt Odontochelys als das älteste und ursprünglichste bekannte Mitglied der Schildkröten-Stammgruppe.

## Namensgebung
Der Name der Gattung ist abgeleitet von griech. odonto- „Zahn“ und chelys „Schildkröte“, das Artepitheton von dem lateinischen Präfix semi- „halb“ und testaceus „gepanzert“. Der Name bedeutet demnach etwa „bezahnte Schildkröte mit halbem Panzer“.

## Merkmale
Das Typusexemplar wird im Institut für Wirbeltierpaläontologie und Paläoanthropologie der Chinesischen Akademie der Wissenschaften unter der Sammlungsnummer V 15639 verwahrt; die Erstbeschreibung bezog sich ferner auf zwei weitere Fundstücke der gleichen Art (IVPP V 13240 und IVPP V 15653).
Das etwa 40 cm große Fossil wurde in der südwestchinesischen Provinz Guizhou in etwa 220 Millionen Jahre alten Ablagerungen des Küstenbereichs eines Meeres aus der Obertrias entdeckt. In der Erstbeschreibung wurde es hinsichtlich der Anatomie des Knochenpanzers als besonders ursprünglich bezeichnet, als ursprünglicher („more primitive“) auch im Vergleich zur ebenfalls aus der Obertrias stammenden Gattung Proganochelys. Im Unterschied zu den heute lebenden Schildkröten waren Ober- und Unterkiefer des Tieres bezahnt. Der Bauchpanzer (Plastron) war voll entwickelt, nicht aber der Rückenpanzer (Carapax), lediglich die Rippen waren bereits verbreitert. Daraus schlossen Li et al. 2008, dass sich im Verlauf der Stammesgeschichte der Schildkröten der bauchseitige Panzer vor dem Rückenpanzer entwickelt hat. Diese Abfolge stimmt mit dem Verlauf der Embryogenese der heutigen Schildkröten überein.
Gegen diese Interpretation der fossilen Zeugnisse meldeten Reisz et al. 2008 aber bereits parallel zur Erstbeschreibung in der Fachzeitschrift Nature Bedenken an. Man könne aufgrund des Fundortes am Rande eines Meeres oder in einem Flussdelta auch argumentieren, dass Odontochelys semitestacea bereits einen Rückenpanzer besessen habe, dieser jedoch – wie bei den rezenten Meeres-Weichschildkröten – so wenig ossifiziert gewesen sei, dass er sich nicht erhalten habe. Dies würde bedeuten, dass der fehlende Rückenpanzer bei dieser Art kein ursprüngliches (plesiomorphes) Merkmal ist, sondern bereits eine Abwandlung (Apomorphie) gegenüber noch älteren, bislang unbekannten Vorläuferarten mit hartem Rückenpanzer.

## Belege
1. ↑  laut einem Kommentar in Nature, Band 456, 2008, S. XI.
2. ↑  Chun Li, Xiao-Chun Wu, Olivier Rieppel, Li-Ting Wang und Li-Jun Zhao: An ancestral turtle from the Late Triassic of southwestern China. In: Nature. Band 456, Nr. 7221, 2008, S. 497–501, doi:10.1038/nature07533.
3. ↑  Robert R. Reisz, Jason J. Head: Palaeontology: Turtle origins out to sea. In: Nature. Band 456, Nr. 7221, 2008, S. 450–451, doi:10.1038/456450a.